# Biểu tình Ethiopia 2019
Một loạt các cuộc biểu tình bạo lực quy mô toàn quốc, tập trung ở Vùng Oromo, đã nổ ra ở Ethiopia bắt đầu từ ngày 23 tháng 10 năm 2019, bắt nguồn từ cáo buộc của nhà hoạt động và chủ công ty truyền thông Jawar Mohammed rằng lực lượng an ninh đã cố gắng bắt giữ anh ta. Kể từ ngày 26 tháng 10 năm 2019, ít nhất 67 người đã thiệt mạng, chủ yếu là do đám đông nhắm vào các nhóm dân tộc thiểu số và tôn giáo trong khu vực và các khu vực lân cận, bao gồm Addis Ababa, Dire Dawa và Vùng Harari. 

## Bối cảnh
Vào tháng 10 năm 2019, nhà hoạt động và chủ sở hữu công ty truyền thông Jawar Mohammed cáo buộc rằng các nhân viên cảnh sát đã cố gắng ép anh ta rời khỏi nhà ở Addis Ababa để giam giữ Mohammed vào đêm 23 tháng 10, đe dọa rằng họ đã làm vì vậy theo lệnh của Thủ tướng Abiy Ahmed. Ngày hôm trước, Thủ tướng Abiy Ahmed đã có một bài phát biểu tại Quốc hội, trong đó ông đã cáo buộc "chủ sở hữu công ty truyền thông không có hộ chiếu của người Ethiopia" đã "chơi cả hai kiểu", ám chỉ Jawar, nói thêm rằng "nếu điều này phá hoại hòa bình và sự tồn tại của Ethiopia... chúng tôi sẽ có biện pháp. " 

## Sự kiện
Theo các báo cáo đã xảy ra các cuộc bạo loạn trên toàn quốc do Qerro, khiến ít nhất 67 người thiệt mạng, trong đó có năm sĩ quan cảnh sát. Sáng hôm sau báo cáo, những người ủng hộ Jawar đã tụ tập quanh nhà anh ở Addis Abeba để phản đối, tố cáo Thủ tướng Abiy và chính phủ của ông ta. Sau khi các cuộc biểu tình lan sang khu phố Karakore, người dân địa phương đã phản đối, dẫn đến sự can thiệp của cảnh sát để tách hai nhóm người. Những kẻ nổi loạn đã chặn các đường cao tốc quan trọng, đặc biệt là những con đường dẫn đến Addis Ababa. Tuy nhiên, có những cảnh tốt bụng; cư dân ở Welkite và Butajira đã cung cấp thức ăn và nơi trú ẩn cho những người mắc kẹt trên đường. Một nhân chứng nói với Reuters rằng anh ta đã nhìn thấy thi thể của ít nhất bảy người đã bị "đánh đến chết bằng gậy, thanh kim loại và dao rựa".